# 新垈里駅
新垈里駅（シンデリえき、신대리역）は、朝鮮民主主義人民共和国（北朝鮮）江原道通川郡に位置する朝鮮民主主義人民共和国鉄道省金剛山青年線の駅である。

## 歴史
- 1932年5月21日：東海北部線開業に伴い碧養駅として開業[1]。
- 1950年：朝鮮戦争により廃止。
- 1996年：金剛山青年線の開業により新垈里駅として営業再開。